# Totenbrett

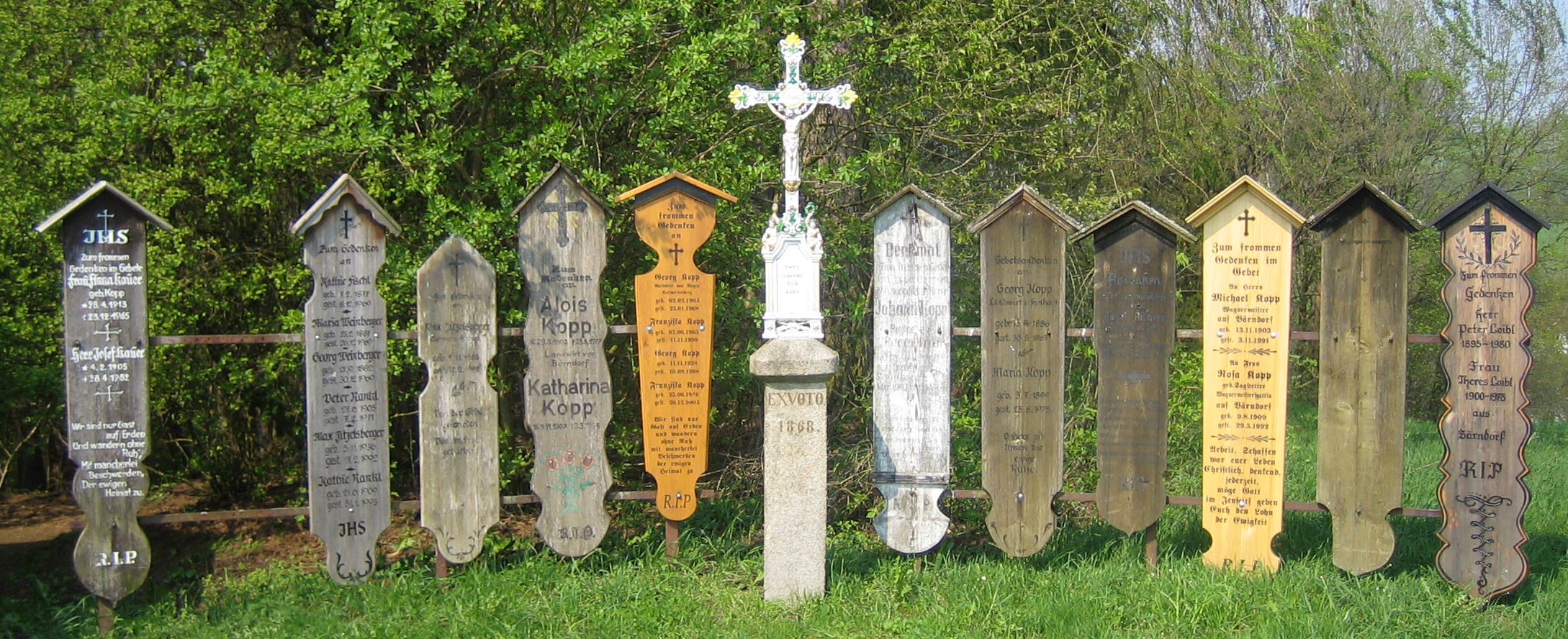
Totenbrettergruppe auf dem Kalvarienberg in Regen

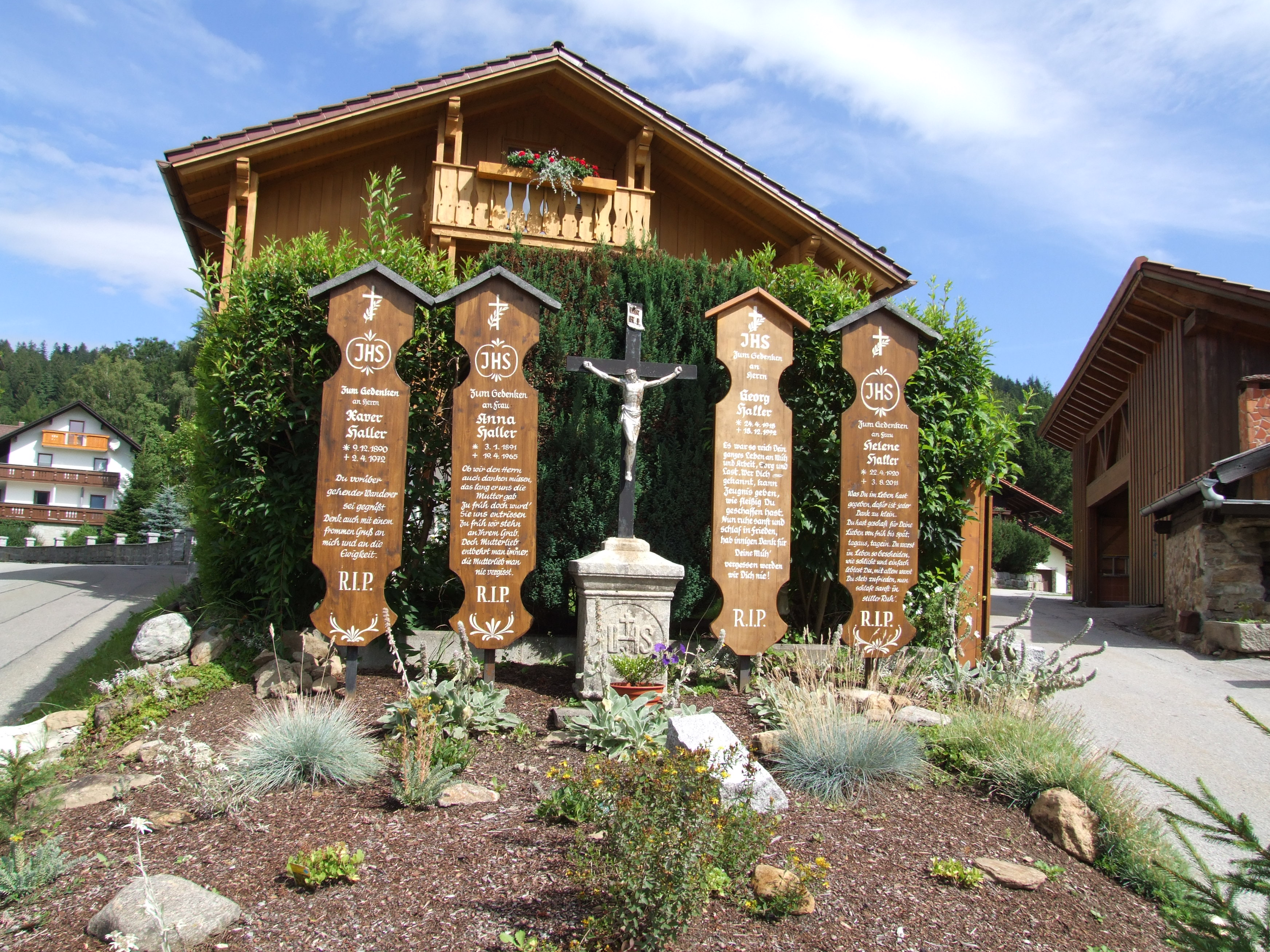
4 Totenbretter und ein Gedenkkreuz in Bodenmais

Ein Totenbrett (Leichenbrett, Reebrett oder Rechbrett) ist ein Holzbrett, auf dem Tote bis zum Begräbnis aufgebahrt und das zur Erinnerung an den Verstorbenen am Wegrand aufgestellt wird. Nicht zu verwechseln mit den Totenbrettern der kurischen Tradition (als reine Grabkennzeichnung) im Memelland (Ostpreußen).

## Verbreitung
Dieser Brauch war im 19. Jahrhundert im gesamten bairischen und alemannischen Raum verbreitet. Für den Niederrhein ist er ebenfalls belegt.
Heute finden sich Totenbretter nur noch im Bayerischen Wald und im Oberpfälzer Wald sowie inselartig zwischen Lech und Ammersee, in den Landkreisen Fürstenfeldbruck und Landsberg und schließlich im Chiem- und Traungau sowie im Rupertiwinkel. Am Niederrhein  beherbergt heute noch die Eyller Kapelle im Kreis Kleve viele Exemplare.

## Entwicklung
In Bayern wurde die Bestattung der Toten in Särgen etwa um das 17./18. Jahrhundert eingeführt. Vor dieser Zeit wurden die Verstorbenen in der Wohnstube auf Brettern aufgebahrt und auf diesen auch zu Grabe getragen. Die Bretter wurden entweder mit dem in ein Leinentuch gewickelten Leichnam vergraben, verbrannt oder für weitere Todesfälle aufbewahrt.
Im Bayerischen Wald und im Oberpfälzer Raum entwickelte sich der Brauch, das Brett (mit einer Widmung versehen) als Totenbrett aufzustellen. Die Erinnerungsinschrift entwickelte sich erst im Laufe der Zeit. Anfangs wurden nur drei Kreuze in das Holz geschnitzt, gebrannt oder darauf gezeichnet bzw. gemalt. Später finden sich ausführlichere Texte und Gedichte zum Lob des Verstorbenen. Mehr oder weniger aufwändige Schnitzereien und farbige Malereien wurden erst ab der Mitte des 19. Jahrhunderts üblich.
Vermutlich wurden die Totenbretter ursprünglich waagrecht angebracht. In der Oberpfalz ist diese Form mancherorts noch heute zu sehen. Später stellte man die Bretter senkrecht auf. Diese Änderung des Brauchtums vollzog sich von Süden in Richtung Norden.
Zeitweise war die Aufstellung von Totenbrettern verboten.
Das Brauchtum des Aufstellens zur Erinnerung wird fortgeführt. Allerdings werden die Toten nicht mehr zuvor auf diesen Brettern aufgebahrt.
Für den Niederrhein ist folgendes bekannt: Unmittelbar nach dem Tode eines Angehörigen wurde ein schwarzes Totenbrett als so genanntes Zeigebrett außen neben die Haustür gestellt. Darauf waren als Zeichen der Vergänglichkeit ein weißes Kreuz mit Totenschädel und zwei gekreuzte Knochen gemalt. Je nach Gegend konnte das Totenbrett unterschiedliche Funktion haben. Zunächst wurde der Tote darauf aufgebahrt und zur Begräbnisstätte transportiert. Dann wurde es als Bestattungsbrett benutzt, auf dem der Tote ins Grab gelegt wurde. Eine weitere Nutzung bestand im Brett als Verkündigungs- und Zeigebrett, wie es z. B. in Uerdingen der Fall war. Nach der Beerdigung wurde das Totenbrett in einer Kapelle aufbewahrt. Dort diente es als Gedenkbrett für den Verstorbenen.

## Volksglauben
Die zunehmend künstlerische Gestaltung der Bretter im 19. Jahrhundert stellte eine Abkehr vom ursprünglich verbreiteten Volksglauben dar. Dieser besagte, dass die Seele des Toten erst Erlösung findet, wenn sein Totenbrett verfallen war. Um eine möglichst kurze Zeit im Fegefeuer zu erzielen, wurden die älteren Totenbretter daher aus Weichholz gefertigt und ungeschützt der Witterung ausgesetzt. Vereinzelt wird auch von Totenbrettern berichtet, die als Trittplanken oder Stege genutzt wurden.

## Totengedenkbretter

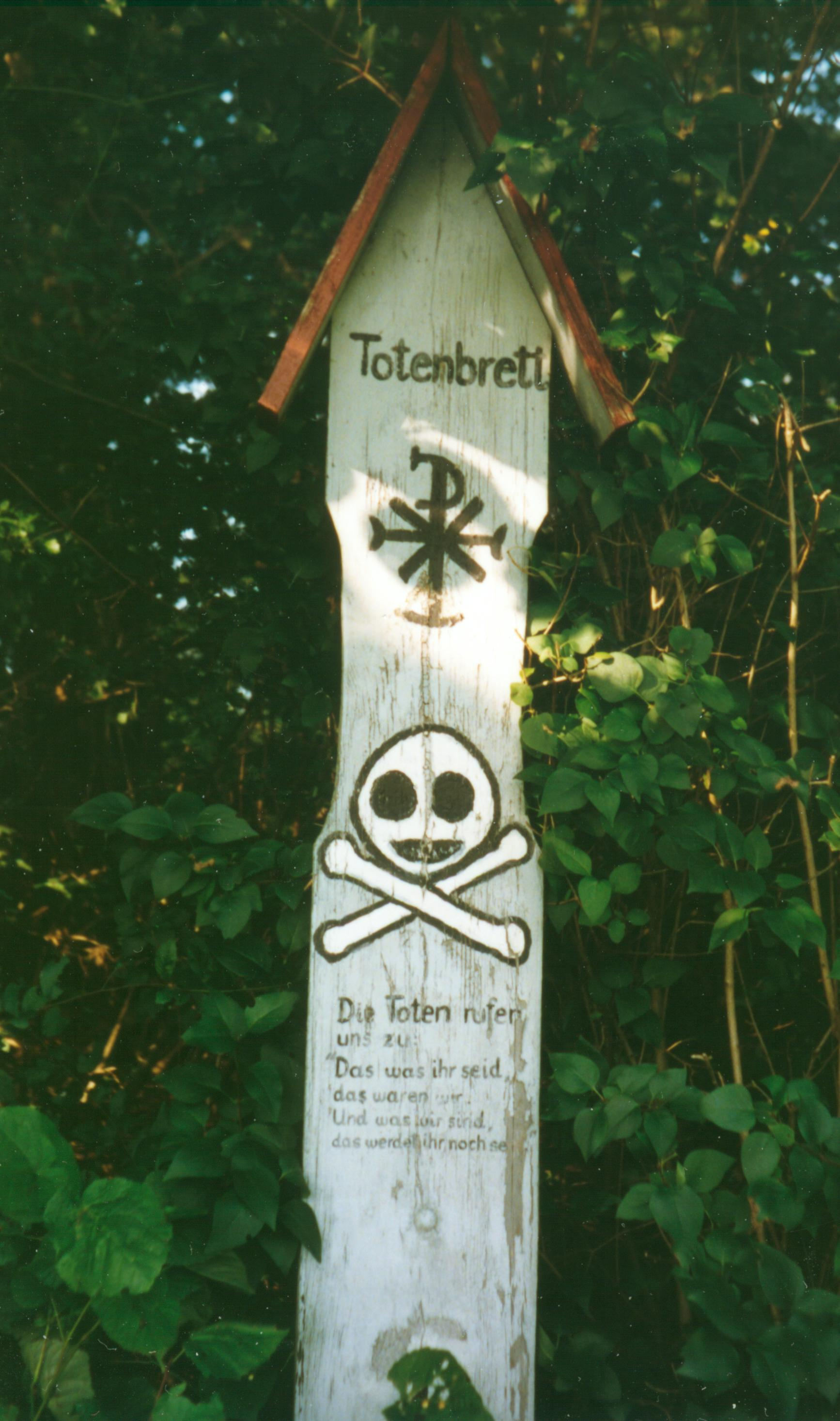
Totengedenkbrett bei Grafrath. Die Inschrift:
„Die Toten rufen uns zu:
‚Das was ihr seid,
das waren wir.
Und das was wir sind,
das werdet ihr noch sein.‘“

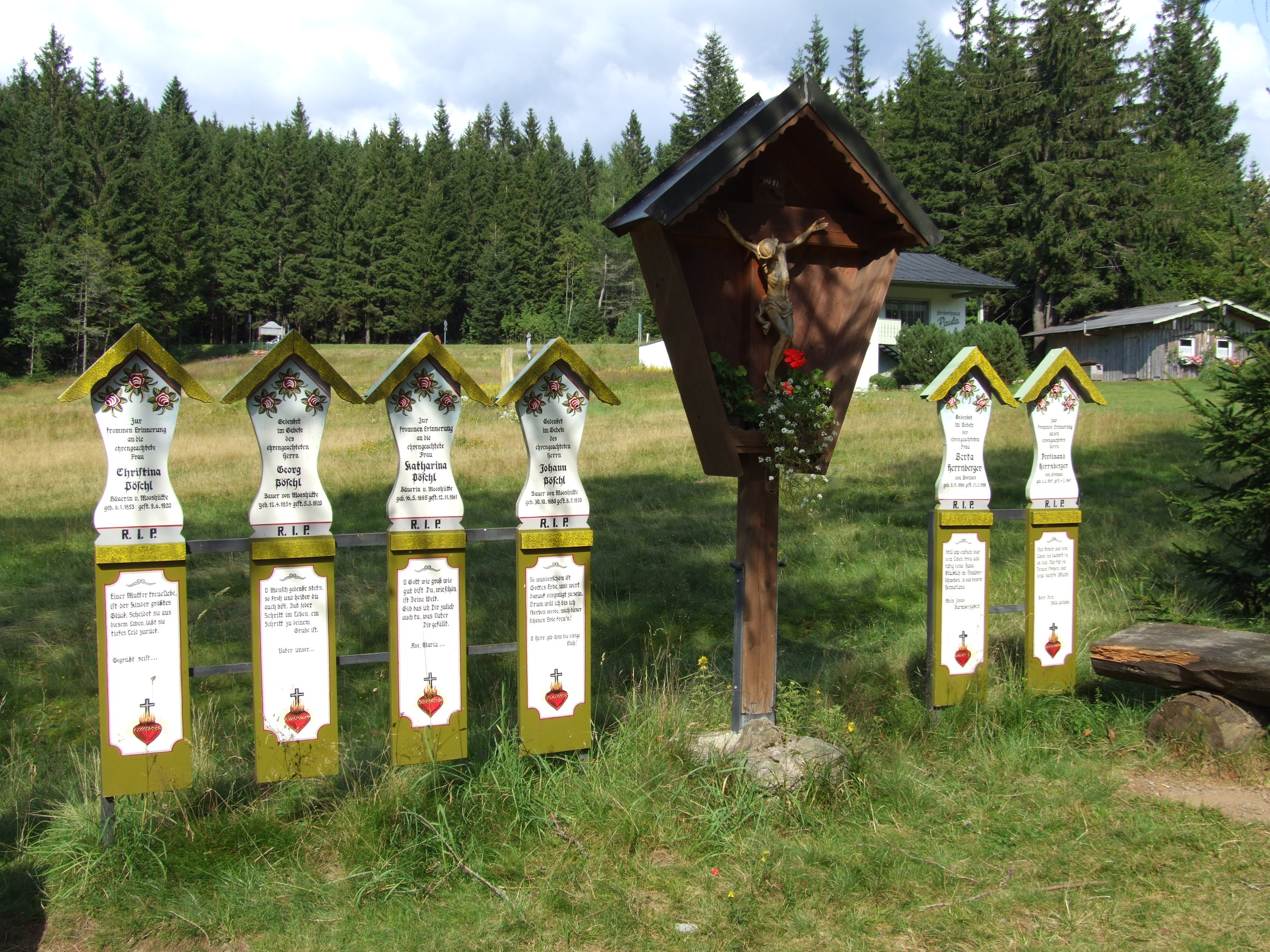
6 Totengedenkbretter und ein Wegkreuz am Weg zwischen Brennes und Mooshütte, Bayerischer Wald

Neben den „echten“ Totenbrettern mit bis zu 2 m Länge und 40 cm Breite hat sich – vor allem im südöstlichen Oberbayern (Chiemgau, Rupertiwinkel) – der Brauch entwickelt, kürzere, schmalere Gedenkbretter aufzustellen. Diese selten mehr als 150 cm langen und 30 cm breiten Bretter werden ebenfalls an Wegrändern aufgestellt. Auf ihnen finden sich Sinn- und Gedenksprüche, die jedoch nicht an eine bestimmte Person erinnern, sondern allgemein zum Totengedenken auffordern.
Im Bayerischen Wald gibt es ebenfalls reine Gedenkbretter, die aber auch an konkrete Tote erinnern.